# ガエル・ガルシア・ベルナル
ガエル・ガルシア・ベルナル（Gael García Bernal, 1978年11月30日 - ）は、メキシコの俳優。身長170cm。

## 来歴

### 生い立ち
ハリスコ州グアダラハラ出身。父親のホセ・アンヘル・ガルシアは俳優、母親のパトリシア・ベルナルは元モデル・現女優。弟のダリオ・ヤズベック・ベルナルはモデル・俳優。1994年にサパティスタ民族解放軍のデモに参加。

### キャリア
幼馴染のディエゴ・ルナと共に6歳で子役としてデビュー、母国で活動していたが、17歳の時にヨーロッパを旅し、19歳の時から3年間、イギリス・ロンドンの名門セントラル・スクール・オブ・スピーチ・アンド・ドラマで演技を学ぶ。この学校に合格したはじめてのメキシコ人であった。彼はイギリスで過ごした時間を「僕の人生を形作った」と表現している。
演劇学校在籍中の2000年にメキシコ映画『アモーレス・ペロス』で長編映画に初出演。一躍注目を集め同作品でアリエル賞男優賞を受賞する。以降メキシコをはじめとするスペイン語圏映画に多数出演するようになる。端整な顔立ちのため、女性ファンが多く、メキシコ映画界随一の人気若手俳優である。
2001年公開の『天国の口、終りの楽園。』ではヴェネツィア国際映画祭マルチェロ・マストロヤンニ賞（新人俳優賞）を受賞。2002年放送のテレビ映画『チェ・ゲバラ＆カストロ』と2003年公開の『モーターサイクル・ダイアリーズ』では若き日のチェ・ゲバラを演じた。
2005年にはロンドンで舞台『血の婚礼』（ガルシア・ロルカ原作）に出演。近年は『キング 罪の王』などのハリウッド映画にも出演している。
2022年にはマーベル・シネマティック・ユニバースの『ウェアウルフ・バイ・ナイト』で主役に抜擢された。
俳優以外の活動としてはルナやパブロ・クルスと共に映画製作会社を設立。2007年には『太陽のかけら』で映画監督デビューを果たした。

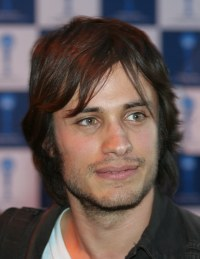
2005年

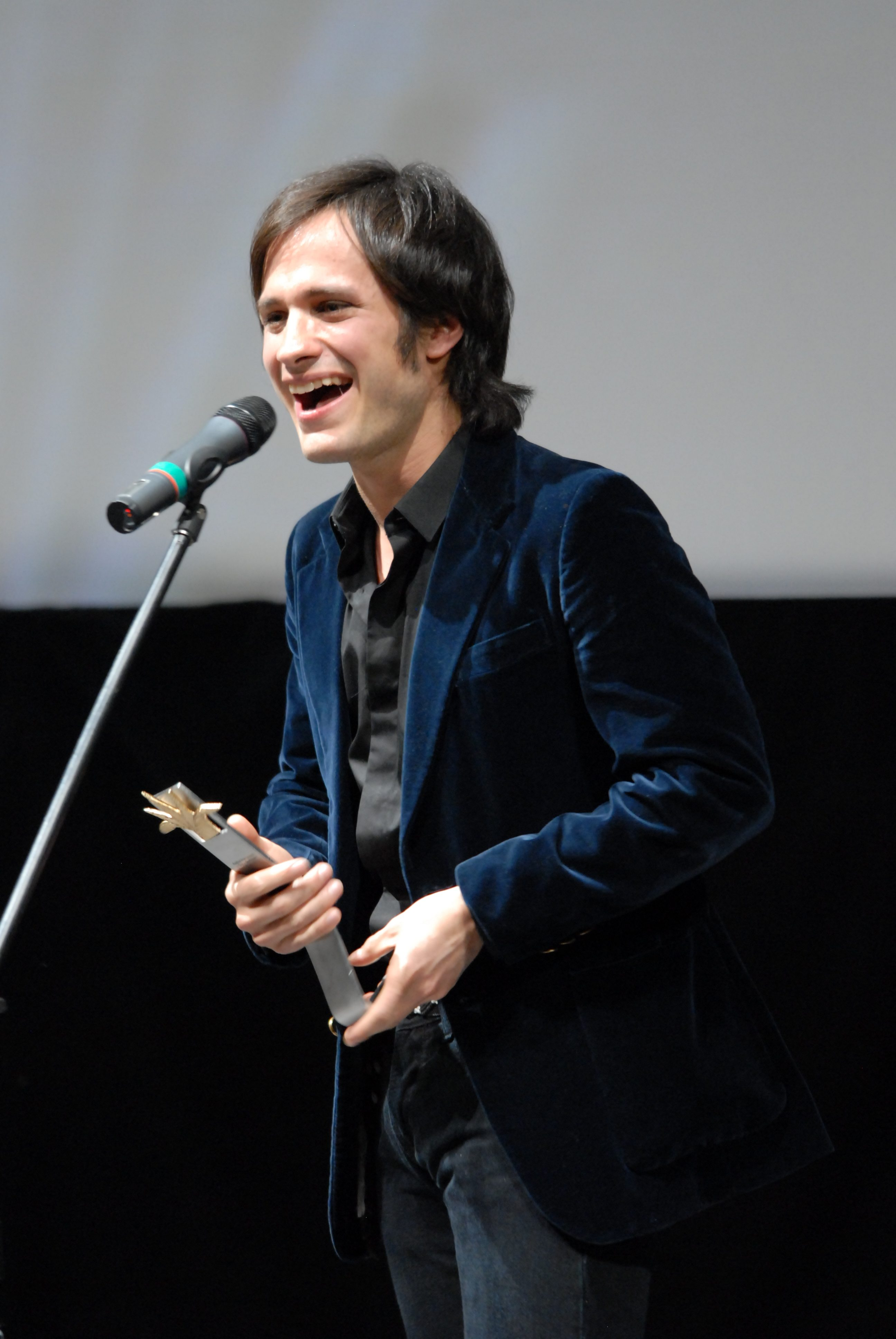
2009年グアダラハラ国際映画祭で銀マヤエル賞授賞

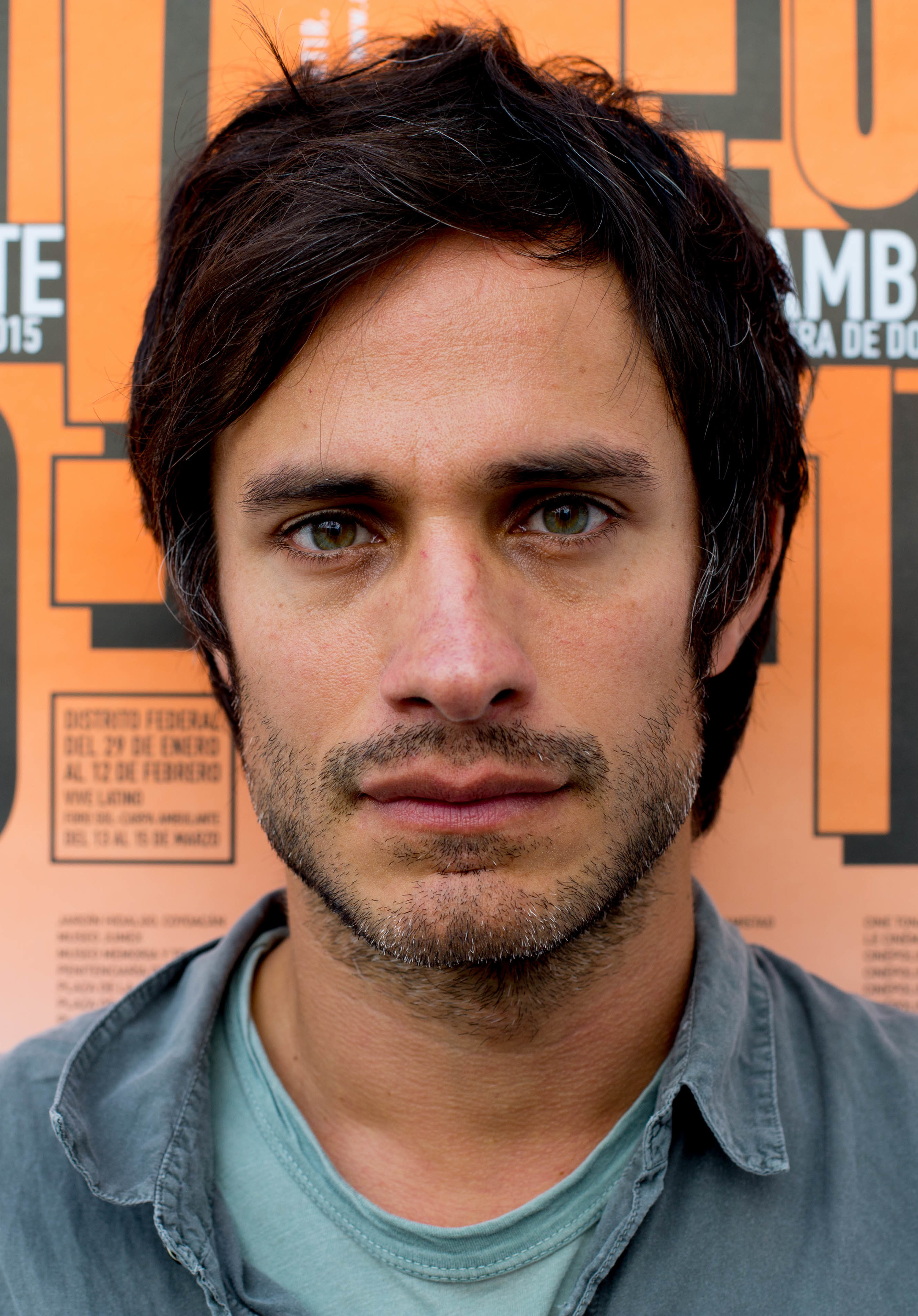
2015年

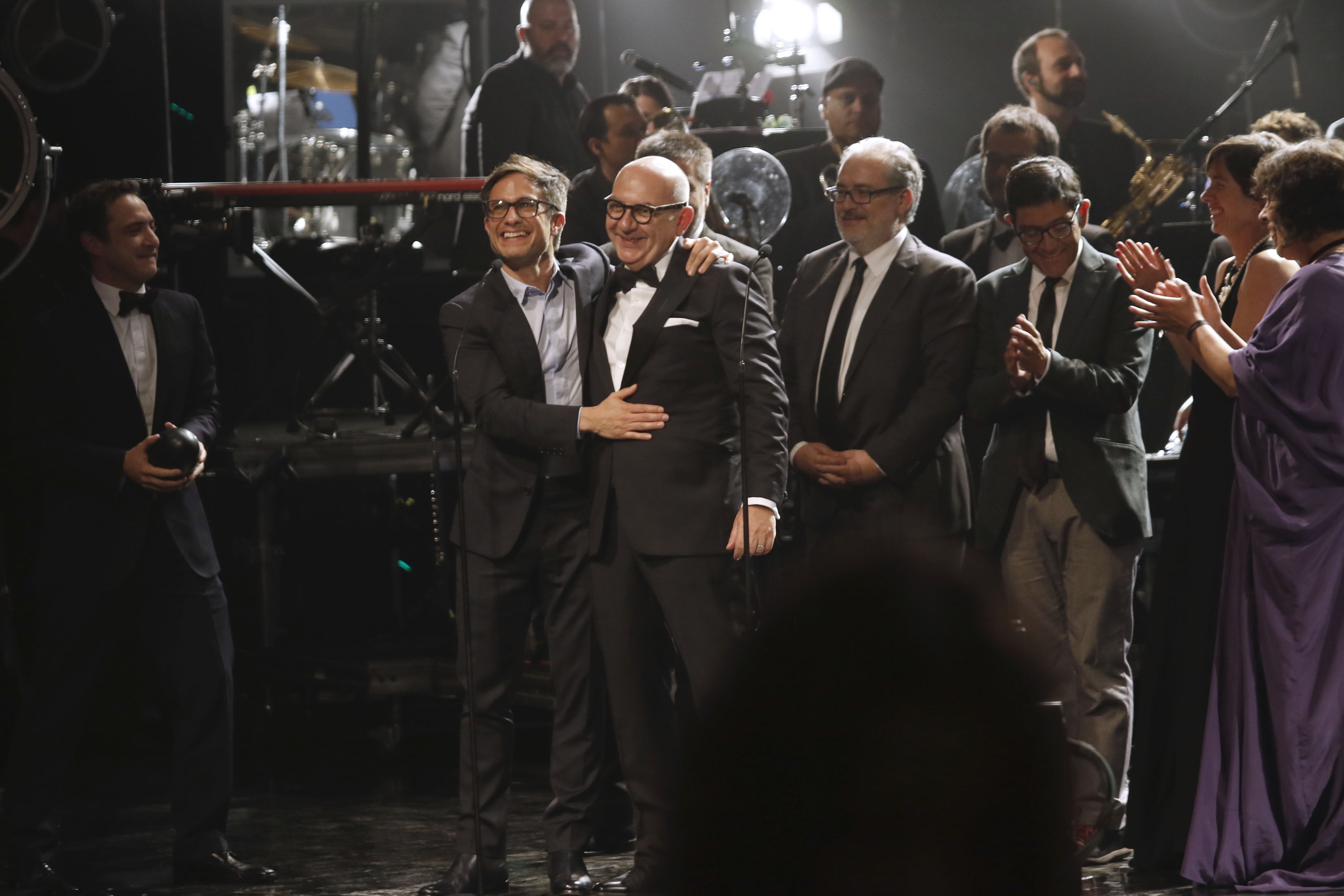
出演作「ネルーダ 大いなる愛の逃亡者」がシネ・フェニクス・イベロアメリカ賞2016年に選ばれる。

### 私生活
スペイン語、英語の他にポルトガル語、フランス語、イタリア語もある程度喋れるという。
2003年から2004年まで女優のナタリー・ポートマンと交際。2007年からアルゼンチン人女優ドロレス・フォンシと交際し、2009年1月8日に男児が誕生したが、2014年に離婚する。
尊敬する人物はチェ・ゲバラで、本人曰く両親は左翼思想の持ち主で、周囲にはマルクス主義者などがいたという。『モーターサイクル・ダイアリーズ』、『チェ・ゲバラ&カストロ』で、そのゲバラ役を演じている。

## 主な出演作品

### 映画
| 年   | 題名                                                            | 役名                               | 備考                             | 吹替       |
| ---- | --------------------------------------------------------------- | ---------------------------------- | -------------------------------- | ---------- |
| 1996 | De tripas, corazón                                              | マルティン                         | 短編                             | N/A        |
| 2000 | アモーレス・ペロス Amores perros                                | オクタビオ                         |                                  | 神奈延年   |
| 2001 | ウェルカム!ヘヴン Sin Noticias de Dios                          | ジャック・ダヴェンポート           | 桐本拓哉                         |            |
| 2001 | ブエノスアイレスの夜 Vidas privadas                             | グスタボ                           | 吹替版なし                       |            |
| 2001 | 天国の口、終りの楽園。 Y tu mama tambien                        | フリオ                             | 高木渉                           |            |
| 2002 | 幸せになる彼氏の選び方 ～負け犬な私の恋愛日記～ I'm with Lucy   | ガブリエル                         | 日本劇場未公開                   | 三木眞一郎 |
| 2002 | チェ・ゲバラ&カストロ Fidel                                     | チェ・ゲバラ                       | テレビ映画                       | 神奈延年   |
| 2002 | アマロ神父の罪 El crimen del Padre Amaro                        | アマロ神父                         |                                  | 竹若拓磨   |
| 2003 | Dreaming of Julia                                               | リッキー                           | 日本未公開                       | N/A        |
| 2003 | dot the i ドット・ジ・アイ Dot the I                            | キット・ウィンター                 |                                  | 浪川大輔   |
| 2004 | バッド・エデュケーション La Mala educacion                      | イグナシオ / アンヘル / サハラ     | 三木眞一郎                       |            |
| 2004 | モーターサイクル・ダイアリーズ Diarios de motocicleta           | エルネスト・ゲバラ・デ・ラ・セルナ | 内田夕夜                         |            |
| 2005 | キング 罪の王 The King                                          | エルヴィス・バルデレス             | 加瀬康之                         |            |
| 2006 | バベル Babel                                                    | サンティアゴ                       | 小森創介                         |            |
| 2006 | 恋愛睡眠のすすめ La Science Des Reves                           | ステファン                         | 浪川大輔                         |            |
| 2007 | 太陽のかけら Déficit                                            | クリストバル                       | 兼監督、製作                     | 吹替版なし |
| 2007 | 失われた肌 El Pasado                                            | リミニ                             |                                  | 吹替版なし |
| 2008 | ブラインドネス Blindness                                        | 第三病棟の王                       | 竹若拓磨                         |            |
| 2008 | 8                                                               | N/A                                | 監督 「The Letter」              | N/A        |
| 2008 | ルドandクルシ Rudo y Cursi                                      | タト                               |                                  | 吹替版なし |
| 2009 | マンモス 世界最大のSNSを創った男 Mammoth                        | レオ・ヴィダレス                   | 日本劇場未公開                   | 吹替版なし |
| 2009 | リミッツ・オブ・コントロール The Limits of Control              | コードネーム:メキシコ人            |                                  | 浪川大輔   |
| 2010 | ジュリエットからの手紙 Letters to Juliet                        | ヴィクター                         |                                  | 浪川大輔   |
| 2011 | 私だけのハッピー・エンディング A Little Bit of Heaven           | ジュリアン・ゴールドスタイン       | 花輪英司                         |            |
| 2011 | ロンリエスト・プラネット 孤独な惑星 The Loneliest Planet        | アレックス                         | 吹替版なし                       |            |
| 2012 | 俺たちサボテン・アミーゴ Casa de Mi Padre                       | オンザ                             | 松本忍                           |            |
| 2012 | NO No                                                           | レネ・サアベドラ                   | 吹替版なし                       |            |
| 2013 | ダヤニ・クリスタルの謎 Who is Dayani Cristal?                   | 本人                               | 吹替版なし                       | 兼製作     |
| 2014 | ザ・タイガー 救世主伝説 The Ardor                               | カイ                               |                                  | 中尾智     |
| 2014 | セザール・チャベス Cesar Chavez                                 | 本人役                             | カメオ出演 兼製作                |            |
| 2014 | Rosewater                                                       | マジアール・バハリ                 |                                  | N/A        |
| 2015 | ノー・エスケープ 自由への国境 Desierto                          | モイセズ                           | 兼製作総指揮                     | 半田裕典   |
| 2015 | ZOOM ズーム Zoom                                                | エドワード                         |                                  |            |
| 2016 | ネルーダ 大いなる愛の逃亡者 Neruda                              | オスカル・ペルショノー             | 吹替版なし                       |            |
| 2016 | Salt and Fire                                                   | ファビオ・カヴァーニ               | 日本未公開                       | N/A        |
| 2016 | You're Killing Me Susana                                        | エリヒオ                           | 日本未公開                       | N/A        |
| 2017 | リメンバー・ミー Coco                                           | ヘクター                           | 声の出演                         | 藤木直人   |
| 2018 | キンダーガーテン・ティーチャー The Kindergarten Teacher         | サイモン                           |                                  | 吹替版なし |
| 2018 | Museum                                                          | フアン・ヌニェス                   | 兼製作総指揮                     | N/A        |
| 2018 | 少女Aの殺人 容疑者ドロレスは、本当にカミラを殺したのか? Acusada | マリオ・エルモ                     | 日本劇場未公開                   | 吹替版なし |
| 2019 | Chicuarotes                                                     | N/A                                | 監督                             | N/A        |
| 2019 | 天国にちがいない It Must Be Heaven                              | 本人役                             |                                  | 吹替版なし |
| 2019 | エマ、愛の罠 Ema                                                | ガストン                           |                                  | 吹替版なし |
| 2019 | WASP ネットワーク Wasp Network                                  | ゲラルド・ヘルナンデス             | 日本劇場未公開                   | 吹替版なし |
| 2021 | オールド Old                                                    | ガイ・カッパ                       |                                  | 小松史法   |
| 2023 | カサンドロ リング上のドラァグクイーン Cassandro                 | サウル・アルメンダリス             | Amazon Prime Videoオリジナル映画 | 浪川大輔   |
| 2023 | ザ・マザー The Mother                                           | エクトル・アルヴァレス             | Netflixオリジナル映画            | 内田夕夜   |
| 2024 | Another End                                                     | サル                               |                                  |            |
| 2025 | ホランド Holland                                                | Dave Delgado                       | Amazon Prime Videoオリジナル映画 | 三上哲     |

### テレビシリーズ
| 年        | 題名                                                    | 役名                                            | 備考                           | 吹替       |
| --------- | ------------------------------------------------------- | ----------------------------------------------- | ------------------------------ | ---------- |
| 1992      | El abuelo y yo                                          | Daniel García Medina                            | 計90話出演                     | N/A        |
| 2014-2018 | モーツァルト・イン・ザ・ジャングル Mozart in the Jungle | ロドリゴ・デ・ソウザ                            | 計40話出演                     | 奥田隆仁   |
| 2021      | プリンセス・マヤと3人の戦士たち Maya and the Three      | ランス ダガース シールド                        | 声の出演 ミニシリーズ          | 玉井勇輝   |
| 2021      | ステーション・イレブン Station Eleven                   | アーサー・リアンダー                            | ミニシリーズ                   | 佐々木望   |
| 2022      | ウェアウルフ・バイ・ナイト Werewolf by Night            | ジャック・ラッセル / ウェアウルフ・バイ・ナイト | Disney+テレビスペシャル        | 高橋広樹   |
| 2024      | ラ・マキーナ 崖っぷちのボクサー La Máquina              | エステバン・“ラ・マキーナ”・オスナ              | Disney+オリジナルドラマ        | 吹替版なし |
| 2024      | LEGO ピクサー:ブリックトゥーンズ LEGO PIXAR:BRICK TOONS | ヘクター                                        | Disney+オリジナル作品 声の出演 | 川田紳司   |
| TBA       | The Boys: Mexico                                        | N/A                                             | 製作 Amazonオリジナルドラマ    | N/A        |